# روبين داريو هرنانديز
روبين داريو هرنانديز (بالإسبانية: Rubén Darío Hernández)‏ (19 فبراير 1965 ببوغوتا في كولومبيا - ) هو لاعب كرة قدم كولومبي في مركز الهجوم، شارك في كأس العالم 1990. وشارك مع منتخب كولومبيا لكرة القدم. أما مع النوادي، فقد لعب مع أمريكا دي كالي وإنديبندينتي ميديلين وإنديبنديينتي سانتا في وديبورتيس كوينديو ونادي ميلوناريوس ونيويورك ريد بولز وديبورتيس توليما وديبورتيفو بيريرا.

## وصلات خارجية
- روبين داريو هرنانديز على موقع الدوري الأمريكي (الإنجليزية)
- روبين داريو هرنانديز على موقع قاعدة بيانات كرة القدم.إي يو (الإنجليزية)
- روبين داريو هرنانديز على موقع ناشيونال فوتبول تيمز (الإنجليزية)
- روبين داريو هرنانديز على موقع Soccerway.com (الإنجليزية)
- روبين داريو هرنانديز على موقع عالم كرة القدم.نت (الإنجليزية)